# Pasquale Condello
Pasquale Condello (* 24. September 1950 in Reggio Calabria) ist ein italienischer Mafioso und Mitglied der kalabrischen ’Ndrangheta. Für seine Rolle als oberster Boss der Organisation wurde er U Supremo (italienisch für „der Oberste“) genannt.
Condello war seit Ende der 1980er Jahre flüchtig und stand bis zu seiner Festnahme im Februar 2008 auf der Liste der 30 meistgesuchten Verbrecher in Italien. Die Ermittler nannten ihn „Provenzano von Kalabrien“ – eine Anlehnung an Bernardo Provenzano, den einstigen „Boss der Bosse“ der sizilianischen Cosa Nostra, der im Jahr 2006 nach circa 40 Jahren auf der Flucht verhaftet wurde.

## Biografie

### Frühe kriminelle Karriere
Zu Beginn seiner kriminellen Karriere war Condello ein enger Verbündeter von Paolo De Stefano – Anführer des De-Stefano-Clans, der sich während der 1970er Jahre etablierte. Condello soll einer der Mörder gewesen sein, die am 20. Januar 1975 den einflussreichen Boss Antonio Macrì ermordeten, da dieser sich gegen Entführungen und Drogenhandel aussprach. Dieser Mord löste den ersten ’Ndrangheta-Krieg aus, bei dem hunderte Menschen starben. Aus diesem Konflikt ging der De-Stefano-Clan als einflussreichster Clan der Provinz Reggio Calabria hervor.

### Zweiter ’Ndrangheta-Krieg
Im Jahr 1984 entstand ein blutiger Konflikt zwischen dem De-Stefano-Clan und der Condello-Imerti-Allianz, da Antonino Imerti, einstige rechte Hand von De Stefano, Condellos Schwester Giuseppina heiratete und der Clan De Stefano darin eine Gefährdung seiner Machtvorherrschaft sah. Paolo De Stefano wurde am 13. Oktober 1985 von Imertis Killern erschossen und sein jüngerer Bruder Orazio De Stefano übernahm die Führung des Clans. Dieser heiratete im Dezember des gleichen Jahres zur Macht-Stärkung die Tochter des Einflussreichen Bosses Giovanni Tegano. Die ursprüngliche Fehde zwischen De Stefano und Imerti betraf wenig später die gesamte Organisation und jeder Clan musste sich in einem Krieg um Aufteilung milliardenschwerer öffentlicher Bauaufträge und der Vorherrschaft im Drogenhandel einer Partei unterordnen. Anfang der 1990er Jahre, als der Krieg bereits hunderte Tote forderte, dienten die sizilianische Cosa Nostra und die transatlantische ’Ndrangheta als übergeordnete Vermittler zur gewünschten Beilegung des Konflikts. Eine strikte Aufteilung der Territorien und Geschäftsfelder sowie eine eingerichtete Kommission, genannt „Camera di controllo“ oder „La Provincia“, in der Condello Mitglied wurde, waren das Ergebnis der Friedensverhandlungen. Seit der Verhaftung von Giuseppe Morabito im Jahr 2004 galt Condello als unbestrittenes Oberhaupt der ’Ndrangheta.

### Kriminelles Imperium
Condello führte nach Angaben der Behörden ein weitgespanntes Netz, bei dem er mit der Bestechung Beamter öffentliche Bauaufträge beschaffte. Dabei ging es um ein Volumen von mehreren hundert Millionen Euro für den Bau von Wasserwerken in kalabrischen Städten. Ebenso galt er als Schlüsselfigur im Kokainhandel zwischen Kolumbien und Europa.

### Flucht und Festnahme
In Abwesenheit wurde Condello im Jahr 1990 wegen Mordes, Drogenhandels und illegalen Waffenbesitzes zu vier Mal lebenslanger Haft plus zusätzlichen 22 Jahren Haft verurteilt. Condello soll auch der Auftraggeber des Mordes am ehemaligen Präsidenten der italienischen Staatseisenbahnen, Lodovico Ligato, gewesen sein, der im Sommer 1989 bei einem Attentat getötet worden war. Seit dem Jahr 1993 wurde Condello international gesucht.
Nach 18-jähriger Flucht wurde Condello am 18. Februar 2008 im Alter von 57 Jahren in seiner Heimatstadt Reggio Calabria festgenommen.